# TB/FC Suðuroy/Royn

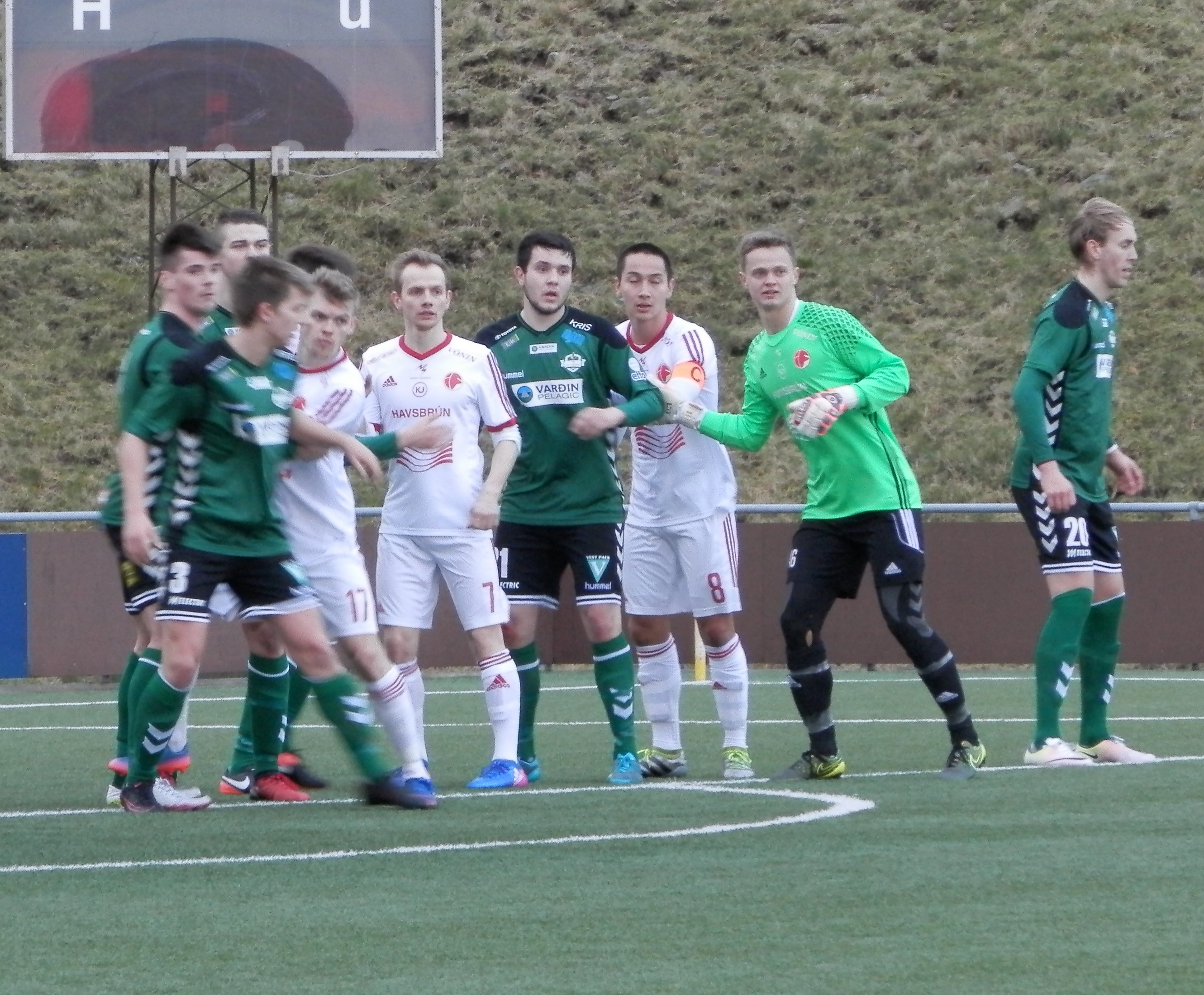
TB/FC Suðuroy/Royn (de verde) en su primer partido oficial en la Primera División de las Islas Feroe en 2017, el cual terminó con una victoria por 2–1 ante el ÍF Fuglafjørður.

El TB/FC Suðuroy/Royn fue un club de fútbol de las Islas Feroe, resultado de la fusión entre los clubes TB Tvøroyri, FC Suðuroy y Royn Hvalba. El club desapareció en 2018 por los pobres resultados y se dividió en los tres equipos que la conformaban.

## Jugadores

### Plantilla 2017
Actualizado el 25 de abril de 2017